# 27-ма ракетна армія (РФ)
27-ма гвардійська ракетна Вітебська Червонопрапорна армія — гвардійське оперативне формування (ракетна армія) у складі Ракетних військ стратегічного призначення Росії, штаб в місті Володимир.
Сформована в квітні 1970 року на базі 3-го окремого гвардійського ракетного Вітебського Червонопрапорного корпусу. Умовне найменування — Військова частина № 43176.

## Історія
У серпні 1959 року на базі управління розформованої 10-ї артилерійської Гумбінненської орденів Суворова і Кутузова дивізії прориву РВГК почалося сформування організаційної групи 46-го навчального артилерійського полігону (в/ ч 43176) з тимчасовою дислокацією у місті Мозир Гомельської області Білоруської РСР з подальшою передислокацією у місто Красноярськ. Начальником 46-го НАП призначено генерал-майора артилерії Агєєва Н. А. З 6 артилерійських бригад 10-ї АД прориву РВГК були сформовані 3 ракетні інженерні бригади (165-та, 197-ма й 198-ма).
До 1 вересня 1959 року сформування організаційної групи 46-го НАП було завершено, і ця дата відповідно за наказу МО СРСР вважається Днем військової частини № 43176.
У червні 1960 на підставі директиви начальника Генерального штабу Збройних Сил від 5 травня 1960 року організаційна група 46-гл НАП передислокована в місто Володимир, на територію 7-ї гвардійської гарматно-артилерійської Вітебської Червонопрапорної дивізії РВГК. Частина офіцерського складу розформованої 7-ї гв.пад РВГК була увійшла до групи 46-го НАП, решті особовий склад — на укомплектування 3 ракетних інженерних бригад: 165-й (Кострома), 197-й (Володимир, Тейково), 198-й (Козельськ). Одночасно з цим розпочато вивчення нової ракетної техніки.
10 березня 1961 року базі 46-го НАП сформовано управління 3-го окремого гвардійського ракетного Вітебського Червонопрапорного корпусу. Командиром корпусу призначено гвардії генерал-майора артилерії Мельохіна А. Д..
8 червня 1970 года 3-й гв. орк переформовано на 27-му гвардійську ракетну Вітебську Червонопрапорну армію. Командувачем армією призначено командира 3-го гв. орк Героя Радянського Союзу гвардії генерал-майор артилерії В. М. Вишенкова.

## Командири
- 1970 -1976 — гвардії генерал-лейтенант (з 27 квітня 1975 — генерал-полковник) Вишенков, Володимир Михайлович
- 1976 -1985 — гвардії генерал-лейтенант (з 16 грудня 1982 — генерал-полковник) Шиловський, Володимир Петрович
- 1985–1988 — гвардії генерал-лейтенант Колесников, Геннадій Олексійович
- 01.1989 -06.1994 — гвардії генерал-лейтенант Вершков, Іван Васильович
- 06.1994 -12.1996 — гвардії генерал-полковник Яковлєв, Володимир Миколайович
- 01.1997 -05.2001 — гвардії генерал-лейтенант Кирилов, Юрій Федорович
- 05.2001 -06.2002 — гвардії генерал-лейтенант Алексєєв, Віктор Петрович
- 06.2002 -06.2006 — гвардії генерал-лейтенант Гагарін, Володимир Григорович
- 06.2006 -06.2008 — гвардії генерал-лейтенант Каракаєв, Сергій Вікторович
- 06.2008 — 02.2010 — гвардії генерал-майор Анциферов, Володимир Васильович[2][3]
- 02.2010 — 07.2016 — гвардії генерал-лейтенант (до червня 2013 — генерал-майор) Сівер, Сергій Вікторович[4]
- З 07.2016 — гвардії генерал-майор (з 12.12.2018 — гвардії генерал-лейтенант) Фазлетдінов, Ігор Робертович
- з 2019 — гвардії генерал-майор Бурбін Андрій Анатолійович

## Склад
У бойовий склад 27-ї гвардійської ракетної армії входять п'ять дивізій:
- управління (штаб)
- 7-ма гвардійська ракетна Режицька дивізія (ЗАТО Озерний Тверська область)[5]
- 14-та ракетна Київсько-Житомирська дивізія (місто Йошкар-Ола)[6]
- 28-ма гвардійська ракетна Червонопрапорна дивізія (місто Козельськ Калузької області)[7]
- 54-та гвардійська ракетна ордена Кутузова дивізія (місто Тейково Івановської області)[8]
- 60-та ракетна Таманська ордена Жовтневої Революції, Червонопрапорна дивізія (ЗАТО Свєтлий Саратовської області)

## Озброєння
Основне озброєння армії ракетні комплекси УР-100Н УТТХ (в Козельську, з 2013 року планується почати їх заміну на «Ярс» шахтного базування), РТ-2ПМ «Тополя» (Виползово, Йошкар-Ола), РТ-2ПМ2 «Тополь-М» (рухливі — в Тейково, шахтні в Світлому), «Ярс» (рухливий в Тейково).
Станом на липень 2009 року у 27-й РА, сумарно перебував 221 ракетний комплекс з 871 боєголовкою, що становило 60 % російських міжконтинентальних балістичних ракет й три чверті бойових блоків, що стояли на той момент на бойовому чергуванні.